# Labrus merula
Pour les articles homonymes, voir Merle (homonymie).
Espèce
Statut de conservation UICN

 LC  : Préoccupation mineure
Merle
Labrus merula, le Merle ou Labre merle, est une espèce de poissons de la famille des Labridae qui se rencontre en Méditerranée et dans les eaux Atlantique attenantes.

## Description
Labrus merula mesure de 30 à 40 cm (max : 50 cm). Coloration générale vert olive chamarrée, mais sombre chez les mâles reproducteurs. Les nageoires impaires présentent un fin liséré bleu à leurs extrémités, et les lèvres sont charnues.

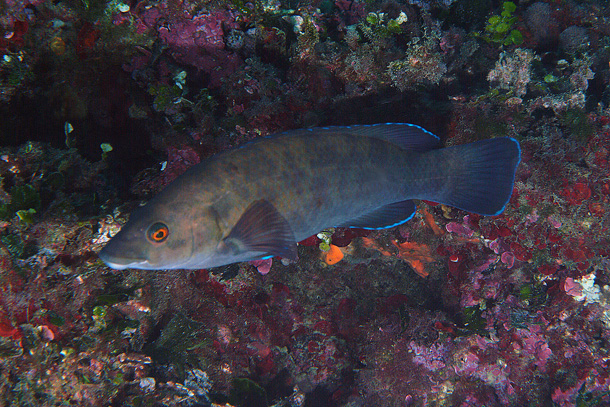
Mâle reproducteur
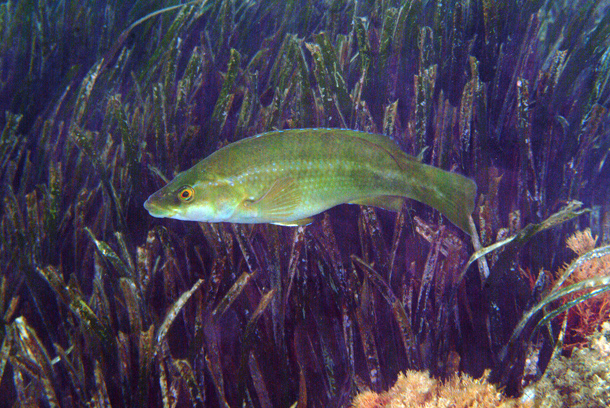
Femelle
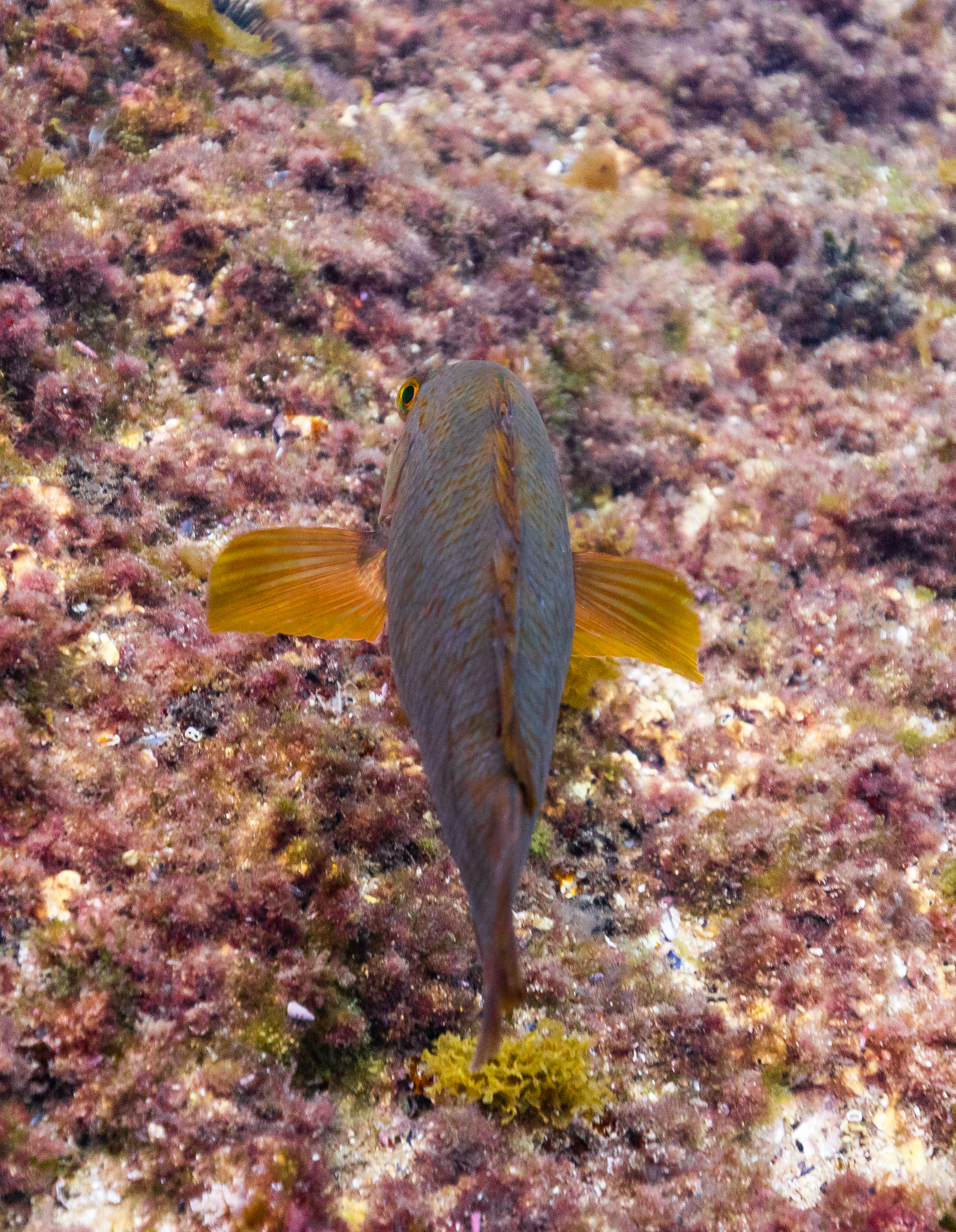
Vue depuis la sommet

## Comportement
Les juvéniles sont grégaires tandis que les adultes sont territoriaux et solitaires. La reproduction a lieu de février à mai.